# Rokjesdag

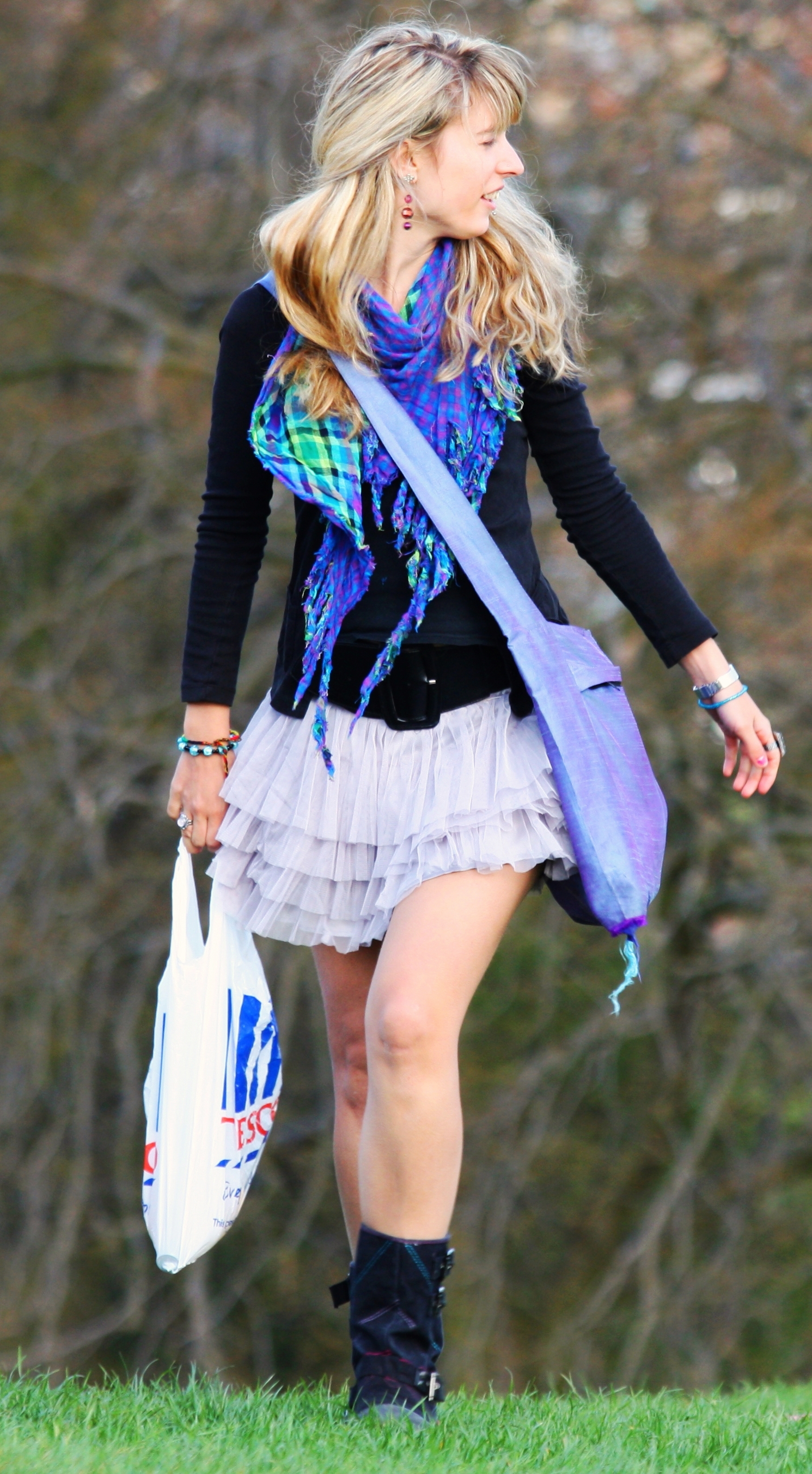
Een vrouw die een rok draagt

Rokjesdag is een term die vaak wordt gebruikt voor een dag in het voorjaar waarop opvallend veel vrouwen voor het eerst in het jaar een korte rok dragen op blote benen. De term wordt soms ten onrechte gebruikt voor de eerste zomerse dag van het jaar waarop de temperatuur boven de 20 graden komt.
De term bestaat al langer, maar is in Nederland bekend geworden door Martin Bril, die soms ten onrechte doorgaat voor de bedenker van de term. Bril gebruikte 'rokjesdag' voor het eerst in 1996 in een column in Het Parool, waarna hij er regelmatig op terugkwam in zijn columns, onder andere in de Volkskrant. Brils fascinatie had te maken met het door hem waargenomen gegeven dat vrouwen – als bij geheime afspraak – opeens en masse op straat verschijnen met blote benen en een rok.
De term is inmiddels zo ingeburgerd, dat deze is opgenomen in het Van Dale Groot woordenboek van de Nederlandse taal, met een verwijzing naar de synonieme term bloesjesdag.
Een eerdere vermelding van dit verschijnsel in de lente komt voor in de film L'Homme qui aimait les femmes van François Truffaut uit 1977.
In 2016 is er een Nederlandse film uitgekomen met de titel Rokjesdag, geregisseerd door Johan Nijenhuis en geschreven door Eveline Hagenbeek.
Op 2 september 2017 werd in Nijmegen 'rokjesdag voor mannen' georganiseerd. In Amerika staat de rokjesdag voor mannen bekend als Skirt day, en valt op 10 maart.